# Chrzczonki
Chrzczonki – wieś sołecka w Polsce położona w województwie mazowieckim, w powiecie makowskim, w gminie Różan.
W latach 1975–1998 miejscowość administracyjnie należała do województwa ostrołęckiego.
Wierni Kościoła rzymskokatolickiego należą do parafii św. Anny w Różanie.

## Historia
Wieś szlachecka położona była w drugiej połowie XVI wieku w powiecie różańskim ziemi różańskiej. W XIX wieku Chrzczonki, jako jedna z 14 wsi szlacheckich, wchodziła w skład gminy Sieluń. W 1827 roku znajdowało się w niej 26 domów zamieszkiwanych przez 145 mieszkańców.

## Związani z Chrzczonkami
- Jerzy Kossakowski – urodzony w Chrzczonkach